# Jarret (rzeka)
Jarret – rzeka we Francji, przepływająca przez teren departamentu Delta Rodanu, o długości 21 km. Stanowi dopływ rzeki Huveaune.